# Nidham-al-Mulk
Abu-Alí al-Hàssan ibn Alí at-Tussí (àrab: أبو علي الحسن بن علي الطوسي), conegut com a Nidham-al-Mulk (àrab: نظام الملك, Niẓām al-Mulk) (Radkan, 10 d'abril de 1018 - Sihna, 14 d'octubre de 1092), fou un destacat visir seljúcida dels sultans Alp Arslan i Màlik-Xah I.

## Biografia
Després de la batalla de Dandankan el 23 de maig de 1040, quan els seljúcides van ocupar Khorasan, el seu pare Alí ibn Ishaq va fugir de Tus a Khusrawjird (a la regió de Bayhak) i després va anar a Gazni però al cap de pocs anys va passar al servei dels seljúcides, a les ordes de Čaghri Beg manant les tropes a Balkh i més tard a la capital Merv. No gaire temps després va passar al servei d'Alp Arslan, lloctinent del seu pare al Khorasan oriental. Va quedar a les ordes del visir Abu-Alí Àhmad ibn Xadhan i quan aquest va morir va ocupar el seu lloc (rebent llavors el làqab de Nidham-al-Mulk). Entre la mort de Čaghri Beg (1059) i la de Toghril Beg I (1063) va governar Khorasan. Amid-al-Mulk Abu-Nasr Muhàmmad ibn Mansur al-Kunduri, el visir de Toghril Beg, va conspirar per evitar la pèrdua del càrrec i la pujada al poder de Nidham-al-Mulk quan el sultà morís (Alp Arslan era el successor) i va establir com a successor al tron a Sulayman ibn Čaghri Beg, germanastre petit d'Alp Arslan i probable fill adoptiu.
El 4 de setembre del 1063 Tugrul Beg va morir sense fills i va deixar com a successor a Sulayman, que fou proclamat sultà pel visir Amid-al-Mulk al-Kundurí, però Alp Arslan, que des de vers 1059 era Màlik de Khorasan ja havia començar a moure les seves forces cap a l'oest i encara que en un primer moment es va retirar (al no confirmar-se la mort de Toghrul) quan la mort fou segura va tornar a avançar. Alguns amirs de Toghrul, encapçalats per Erdem o Irdim al-Hàjib, van negar el seu reconeixement a Sulayman i es van pronunciar per Alp Arslan. El mateix al-Kunduri va canviar aviat de bàndol, i va proclamar a Alp Arslan, deixant a Sulayman com presumpte hereu. Alp Arslan va entrar a Rayy i va confirmar a al-Kunduri però al cap d'un mes el va destituir i va nomenar visir a Nidham-al-Mulk. Al-Kunduri fou enviat a l'exili a Merv al-Rudh on 10 mesos més tard fou executat per decapitació.
Sota Alp Arslan el va seguir en totes les seves campanyes. El febrer/març de 1064 Alp Arslan va fer una campanya a l'Armènia romana d'Orient, mentre el seu fill Màlik-Xah i Nidham-al-Mulk van fer una campanya separada; però després d'ocupar diversos castells, es van ajuntar i van conquerir Sepid Shahr, Aní i Kars i es va imposar el vassallatge al regne de Geòrgia. Va fer també algunes expedicions pròpies com la conquesta de la ciutadella d'Istakhr (1067). Va fer reconèixer com a successor a Màlik-Xah que no era el fill gran d'Alp Arslan. El 26 d'agost de 1071 es va lliurar la decisiva batalla de Mantziciert a la que Nidham-al-Mulk no va estar present perquè havia estat enviat a Pèrsia amb un comboi de materials. El desembre del 1072 Alp Arslan va haver de marxar contra els karakhànides amb els quals en general havia tingut bones relacions, per causes complexes. Als Arslan va creuar l'Amudarià i al cap de poc, en una disputa menor amb un presoner, aquest el va ferir de gravetat i va morir pocs dies després (gener del 1073).
Des de llavors i durant 20 anys, Nidham-al-Mulk fou el veritable amo de l'imperi. El nou sultà Màlik-Xah era molt jove (18 anys) i Qawurd, governador seljúcida de Kirman, no el va acceptar i finalment els exèrcits dels dos homes es van enfrontar a prop de Hamadan el gener del 1074 (dos historiadors indiquen abril); molts turcmans de l'exèrcit de Màlik-Xah estaven a favor de Kawurd i aquest esperava desercions en massa en el camp rival; però els contingents àrabs i kurds i els oficials esclaus, van restar lleials a Màlik-Xah i Kawurd fou derrotat i fet presoner. Màlik-Xah estava inclinat a la clemència i li va oferir un exili a Oman; però el visir Nidham-al-Mulk hauria ordenat la seva execució (estrangulat o enverinat segons les fonts). Màlik-Xah no obstant va concedir Kirman al seu fill Rukn-ad-Dawla Sultan Xah. Potser fou llavors quan tanmateix Màlik-Xah va donar el govern de Fars a l'altra fill Turanshah. Nidham-al-Mulk, peça clau en el fracàs de Kawurd, va rebre el títol d'atabeg (concedit per primer cop). El nou sultà va fer poques expedicions militars i va residir junt amb el visir a Esfahan. Màlik-Xah va fer cegar al seu germà Tekesh.
Les relacions amb el califat foren inicialment bones i va rebre dos lakabs: Kiwam al-Din i Radi Amir al-Munimin; però el 1068 l'actitud supeditada del visir abbàssida Fakhr-ad-Dawla Ibn Djahir li va causar la destitució. Nidham va intentar fer nomenar al-Rudhawari i després al fill d'aquest, Abu Shudja, i el califa al-Qaïm per evitar aquests nomenaments va restablir a Fakhr-ad-Dawla, a condició de no fer seguidisme dels seljúcides. Llavors les relacions entre abbàssides i seljúcides es van tensar; per sort el fill del visir del califa, Amid-ad-Dawla, amb molt de tacte, va poder mantenir les relacions i evitar el trencament i es va casar successivament amb dues filles de Nidham, Nafsa i Zubayda; però el 1078 el visir va exigir la destitució de Fakhr-ad-Dawla que el califa al-Muqtadí va haver d'acceptar; Nidham volia posar al càrrec al seu propi fill Muayid al-Mulk però el califa s'hi va negar i només va acceptar nomenar Abu Shudja com a visir suplent, deixant el càrrec vacant durant un any fins que va nomenar Amid-ad-Dawla. El 1082 Nidham-al-Mulk, descontent amb Abu Shudja, en va exigir la destitució i el desterrament. Es va reconciliar amb Fakhr-ad-Dawla que va tornar a Bagdad però el califa va perdre llavors la confiança amb els Banu Djahir i el 1084 va deposar Amid-ad-Dawla i va restaurar a Abu Shudja; Fakhr-ad-Dawla i Amid-ad-Dawla es van retirar al quarter general seljúcida a Bagdad i Nidham-ad-Dawla va prometre venjar-se del califa i es creu que va planejar l'abolició del califat; va enviar a Fakhr-ad-Dawla a conquerir el Diyarbakir als marwànides (darrers tributaris importants del califat) que foren eliminats el 1085. Però el 1086 Nidham-al-Mulk va visitar Bagdad i es va reconciliar amb el califa que es va casar amb la filla de Màlik-Xah. Llavors va ser defensor del califat quan poc després aquest va entrar en conflicte amb el sultà Màlik-Xah. El 1079 i 1080 el sultà va deixar que alguns oficials s'oposessin a Nidham; fins i tot el 1080 un d'ells (Ibn Bahmanyar) el va voler assassinar, però el visir els va poder fer front i eliminar-los. L'afer d'Ibn Bahmanyar va causar la represàlia del sultà, causant la mort del fill del visir, Djamal al-Mulk (1082), però després el sultà va tornar a concedir el seu favor al visir.
Nidham-al-Mulk va escriure el 1091 el Sisayat nama o Siyar al-mulk. En aquest mateix any un grup càrmata va saquejar Bàssora i un grup ismaïlita dirigit per al-Hasan ibn al-Sabbah es va apoderar de la fortalesa d'Alamut i va crear l'estat d'Alamut. D'altra banda la successió al sultanat s'havia complicat per la mort successiva de dos fills de Màlik-Xah: Dawud el 1082 i Ahmad el 1088, ambdós fills de la princesa karakhànida Terken Khatun, mare també de Mahmud (nascut el 1087) al que volia com a successor, mentre el visir defensava a Barkyaruq, el més gran dels fills vius de Màlik-Xah i nascut d'una princesa seljúcida. Terken Khathun llavors es va aliar amb Taj-al-Mulk que havia esdevingut el nou favorit del sultà. Taj-al-Mulk va acusar Nidham davant el sultà, que ja estava molest amb el seu visir pel suport que donava al califa i per diversos actes de nepotisme. Acusat pel sultà li va contestar malament però encara no va gosar destituir-lo.

### Mort
El 14 d'octubre de 1092 Nidham-al-Mulk fou assassinat prop de Sihna quan anava de Bagdad a Esfahan. El seu assassí fou capturat i executat al moment, però segurament era un sicari del senyor d'Alamut, si bé generalment es va sospitar de Taj-al-Mulk i de Màlik-Xah. Aquest va morir sobtadament un mes després (Taj-al-Mulk fou mort per partidaris de Nidham al cap d'un any). En els següents 60 anys, parents de Nidham van exercir el càrrec de visir (sempre excepte entre 1123 i 1134). Un fill destacat fou Doya al-Mulk, nascut d'una princesa georgiana (filla o neta de Bagrat I, promesa a Alp Arslan el 1064 i amb la qual després es va casar).